# Christian Wulff
Christian Wilhelm Walter Wulff (n. 19 iunie 1959, Osnabrück, Germania) este un politician creștin-democrat german (CDU), între 2010 și 2012 președinte al Germaniei. Între 2003–2010 a îndeplinit funcția de prim-ministru al landului Saxonia Inferioară. Este unul din cei mai proeminenți politicieni ai Uniunii Creștin-Democrate din Germania, partid aflat la putere în Berlin împreună cu CSU și în coaliție cu liberal-democrații (FDP).
La 3 iunie 2010 a fost numit candidat la cea mai înaltă funcție în stat din partea coaliției guvernamentale dintre fracțiunea CDU/CSU și FDP, în urma demisiei lui Horst Köhler din funcție. 
La 30 iunie 2010 a fost ales de către Adunarea Federală drept nou președinte al Germaniei, în cel de-al treilea scrutin de vot, pentru următorii 5 ani. În cursă au mai fost și alți 3 candidați. 
Învestirea sa în funcție a avut loc în Berlin la 2 iulie 2010 și a deținut-o până la 17 februarie 2012, când în urma unor acuzări de corupție devenite publice, a demisionat. Este al 2-lea președinte german (după Köhler), care demisionază în timpul guvernării Merkel.

## Controverse publice
În decembrie 2011 a devenit public faptul că în anul 2008 soții Wulff au primit de la Egon Geerkens, un om de afaceri prieten cu ei, un credit privat în valoare de 500.000 euro, mijlocit printr-un cont bancar al soției acestuia, Edith Geerkens. Creditul a servit cumpărării unei case private, și era avantajos, cu o dobândă de doar 4% față de dobânzile bancare normale din 2008, situate în jur de 8%. Însă conform dreptului ministerial german, Wulff, pe atunci prim-ministru al landului Saxonia Inferioară și deci membru al autorității politice executive în land, nu ar fi avut voie să ia credite în condiții avantajante. În 2010 a fost întrebat oficial în parlamentul landului despre legături financiare cu Geerkens, dar Wulff a răspuns că nu ar avea relații de afaceri cu E. Geerkens. Tot acesta i-a mijlocit lui Wulff, scurt timp după interpelarea din landtag (parlament), contact cu BW Bank (banca landului Baden-Württemberg) de unde el a luat, tot avantajant, un împrumut sub o dobândă între 0,9 ÷ 2,1%, cu care a plătit datoria către Geerkens. În urma apariției publice a unor articole critice, încă în decembrie 2011 Wulff a recunoscut în public că afirmația sa din 2010 (în parlament) nu a fost corectă, dar controversele în mass-media germană au continuat. Și-a disponibilizat purtătorul de cuvânt Olaf Glaeseker de pe o zi pe alta, fără ca să se publice motivul. În ianuarie 2012 s-a aflat că în plus a încercat personal, în mod telefonic să împiedice presa (editura Axel Springer AG; ziarele Bild și Die Welt) să publice amănunte despre această controversă, folosind amenințări de dare în judecată, pentru care însă se pare că ulterior și-a cerut scuze.
În afară de această „afacere de presă” foarte actuală, Wulff a mai dat de multe ori prilej de controverse, de ex.: într-o emisiune TV a făcut o comparație deplasată cu pogromurile împotriva evreilor; bilete de avion avantajoase pentru un concediu privat; concedii gratuite la prieteni și altele.

## Retragerea din funcție
La jumătatea lunii februarie 2012 procuratura landului Saxonia Inferioară din Hanovra a cerut Parlamentului de la Berlin (Bundestag) retragerea imunității politice a lui Wulff pentru cercetări în legătură cu acordare și primire de avantaje ilegale. Procuratura a constatat că există bănuieli serioase în acest sens. S-a apreciat că cererea a avut mari șanse de a fi aprobată. 
Concret, noi acuzații de presupuse primiri de avantaje (cheltuieli turistice) au fost emise la adresa lui Wulff, legate de o călătorie în anul 2007 la Sylt împreună cu omul de afaceri producător de filme, David Groenwold, pe vremea când Wulff era prim-ministru al landului. Wulff a afirmat însă că i-a returnat imediat lui Groenwold cheltuielile de cazare la hotel în bani gheață, plătite de acesta la recepție fără cunoștința lui Wulff. 
La 17 februarie 2012, la numai câteva ore după cererea procuraturii de ridicare a imunității, Wulff a declarat la reședința sa de la palatul Bellevue, Berlin, că se retrage (demisionează) din funcția de președinte al Germaniei. Retragerea survine după două luni de reproșuri publice continue privind luare ilegală de credite avantajante, relații neadecvate cu unii reprezentanți ai mass-mediei germane și primire de avantaje în relații cu oameni de afaceri apropiați lui.
Odată cu demisionarea sa Wulff și-a pierdut imunitatea de până atunci, astfel încât procuratura și-a început imediat cercetările concrete pentru a deschide eventual proces împotriva lui.
Foștii președinți ai Germaniei au dreptul la o pensie „de onoare” de circa 200.000 euro pe an neto plus mașină cu șofer și secretariat personal. Cazurile prevăzute prin lege sunt: ori dacă președinția a durat 5 ani, ori dacă retragerea a avut loc din motive politice, ori din motive de sănătate. În orice caz el a fost cel mai tânăr președinte al Germaniei de până acuma și a avut și cea mai scurtă perioadă în funcție. Pensia „de onoare” a fost deja aprobată, pe „motive politice”, încă înainte de orice decizie a procuraturii. Pentru celelalte avantaje el va trebui să depună cerere.

## Cum au decurs lucrurile mai departe
Imediat după demisia lui Wulff funcția de președinte interimar al republicii a fost preluată de Horst Seehofer, CSU pentru durata de maximum o lună.
Conform constituției la 18 martie 2012 instituția parlamentară Bundesversammlung (Adunarea Federală, Convenția Federală) a ales drept nou președinte al statului pe Joachim Gauck, fără partid.